# El Progreso: semanario republicano radical
El Progreso: semanario republicano radical, va ser una publicació periòdica que va aparèixer a Reus l'any 1915.

## Història i contingut
El primer número va sortir el 6 de novembre del 1915, per defensar la política del Partit Republicà Radical. El va crear i dirigir Pere Jordana, polític radical que va ser alcalde de Reus. Tenia com a objectiu la difusió de les idees del Partit, que no tenia gaire presència a la ciutat, en uns moments on l'alcalde de Reus era el monàrquic Manuel Sardà.
Publicava articles explicant la situació del Partit Radical a Reus, i una secció anomenada «Ecos» sobre temes locals i la situació a l'ajuntament. Al núm. 2 es va publicar un article defensant les actuacions com a regidor del polític radical Jaume Simó (més tard va ser alcalde (1919-1920)) que havia argumentat que s'havia d'adoptar una actitud més catalanista en la política ciutadana, en un plenari de l'ajuntament.
Reproduïa articles d'Alejandro Lerroux de caràcter ideològic, i altres copiats del diari madrileny El País. La llengua predominant era el castellà, però publicava alguns articles en català i també poesies. En els temes locals que tractava atacava durament l'opinió de Les Circumstàncies, portaveu del republicanisme catalanista. La majoria d'articles anaven sense signar, i els copiats d'altres diaris portaven les signatures d'Alejandro Lerroux i Emiliano Iglesias. A la Biblioteca Central Xavier Amorós de Reus es conserven els números 2, 3, 4 i 5, i a la Biblioteca de Catalunya els números 1 i 2.
Tenia quatre pàgines, l'imprimia la Impremta Ferrando i costava cinc cèntims. En van sortir només cinc números. Pere Jordana va treure l'any 1916 un altre periòdic radical titulat Politicon.